# Persone di nome Gábor
| Questa pagina contiene informazioni ricavate automaticamente dalle voci biografiche con l'ausilio del template Bio e di un bot. L'aggiornamento è periodico e automatico e ricostruisce completamente la pagina. Se manca una persona in questa lista, sei pregato di non aggiungerla, ma accertati piuttosto che la sua voce biografica contenga il template Bio e che i dati anagrafici siano correttamente compilati. Se il template Bio manca, inseriscilo tu stesso o, in alternativa, metti l'avviso {{tmp\|Bio}} che ne segnala la mancanza. Se i dati riportati sono sbagliati, correggi direttamente la voce biografica; le modifiche saranno visibili in questa lista entro pochi giorni. Per chiarimenti vedi il progetto antroponimi. La lista contiene solo le 53 persone che sono citate nell'enciclopedia e per le quali è stato implementato correttamente il template Bio. Pagina aggiornata al 16 ott 2024. |

Questa è una lista di persone presenti nell'enciclopedia che hanno il prenome Gábor, suddivise per attività principale.

## Allenatori di calcio(3)
- Gábor Gerstenmájer, allenatore di calcio e ex calciatore romeno (Satu Mare, n. 1967)
- Gábor Márton, allenatore di calcio e ex calciatore ungherese (Pécs, n. 1966)
- Gábor Pölöskei, allenatore di calcio e ex calciatore ungherese (Mosonmagyaróvár, n. 1960)

## Allenatori di tennis(1)
- Gábor Köves, allenatore di tennis, commentatore televisivo e ex tennista ungherese (Budapest, n. 1970)

## Astronomi(1)
- Gábor Fűrész, astronomo ungherese (Székesfehérvár, n. 1978)

## Calciatori(19)
- Gábor Eperjesi, calciatore ungherese (Miskolc, n. 1994)
- Gábor Gyepes, calciatore ungherese (Budapest, n. 1981)
- Gábor Gyömbér, ex calciatore ungherese (Makó, n. 1988)
- Gábor Halmai, ex calciatore ungherese (Székesfehérvár, n. 1972)
- Gábor Horváth, ex calciatore ungherese (Székesfehérvár, n. 1985)
- Gábor Kléber, calciatore ungherese (n. 1901 - † 1973)
- Gábor Korolovszky, ex calciatore ungherese (Budapest, n. 1979)
- Gábor Makrai, calciatore ungherese (Eger, n. 1996)
- Gábor Nagy, ex calciatore ungherese (Szombathely, n. 1985)
- Gábor Obitz, calciatore e allenatore di calcio ungherese (n. 1899 - † 1953)
- Gábor Szabó, calciatore ungherese (n. 1902 - † 1950)
- Gábor Szalai, calciatore ungherese (Kecskemét, n. 2000)
- Gábor Torma, ex calciatore ungherese (Dunaújváros, n. 1976)
- Gábor Török, calciatore ungherese (Alsónémedi, n. 1936 - † 2004)
- Gábor Urbancsik, calciatore e allenatore di calcio ungherese (n. 1907 - † 1971)
- Gábor Vas, calciatore ungherese (Szekszárd, n. 2003)
- Gábor Vincze, ex calciatore ungherese (Ózd, n. 1976)
- Gábor Zavadszky, calciatore ungherese (Budapest, n. 1974 - Limassol, † 2006)
- Gábor Zsiborás, calciatore ungherese (Budapest, n. 1957 - Budapest, † 1993)

## Canoisti(3)
- Gábor Horváth, canoista ungherese (Seghedino, n. 1985)
- Gábor Horváth, canoista ungherese (Budapest, n. 1971)
- Gábor Novák, canoista ungherese (Budapest, n. 1934 - † 2021)

## Cantanti(1)
- Freddie, cantante ungherese (Győr, n. 1990)

## Chitarristi(1)
- Gabor Szabo, chitarrista ungherese (Budapest, n. 1936 - Budapest, † 1982)

## Direttori della fotografia(1)
- Gábor Pogány, direttore della fotografia ungherese (Budapest, n. 1915 - Roma, † 1999)

## Dirigenti sportivi(2)
- Gábor Horváth, dirigente sportivo e calciatore ungherese (Kisláng, n. 1959 - † 2019)
- Gábor Király, dirigente sportivo e ex calciatore ungherese (Szombathely, n. 1976)

## Discoboli(1)
- Gábor Máté, discobolo ungherese (Békéscsaba, n. 1979)

## Lottatori(1)
- Gábor Hatos, lottatore ungherese (Eger, n. 1983)

## Matematici(1)
- Gábor Szegő, matematico ungherese (Kunhegyes, n. 1895 - Palo Alto, † 1985)

## Pallanuotisti(2)
- Gábor Csapó, pallanuotista ungherese (Budapest, n. 1950 - Budapest, † 2022)
- Gábor Kis, ex pallanuotista ungherese (Budapest, n. 1982)

## Pentatleti(1)
- Gábor Balogh, pentatleta ungherese (Budapest, n. 1976)

## Piloti motociclistici(1)
- Gábor Talmácsi, pilota motociclistico ungherese (Budapest, n. 1981)

## Politici(4)
- Gábor Fodor, politico ungherese (Gyöngyös, n. 1962)
- Gábor Kubatov, politico, imprenditore e dirigente sportivo ungherese (Budapest, n. 1966)
- Gábor Vajna, politico ungherese (Târgu Secuiesc, n. 1891 - Budapest, † 1946)
- Gábor Vona, politico ungherese (Gyöngyös, n. 1978)

## Registi(2)
- Gábor Csupó, regista ungherese (Budapest, n. 1952)
- Gábor Koltay, regista ungherese (n. 1950)

## Schermidori(3)
- Gábor Boczkó, schermidore ungherese (Tapolca, n. 1977)
- Gábor Delneky, schermidore ungherese (Budapest, n. 1932 - Orlando, † 2008)
- Gábor Totola, schermidore ungherese (Budapest, n. 1973)

## Scrittori(1)
- Gábor von Vaszary, scrittore e sceneggiatore ungherese (Budapest, n. 1897 - Lugano, † 1985)

## Sollevatori(1)
- Gábor Szarvas, sollevatore ungherese (Újpest, n. 1943 - Budapest, † 1992)

## Storici(1)
- Gábor Kósa, storico e sinologo ungherese (n. 1971)

## Tennistavolisti(1)
- Gábor Gergely, tennistavolista ungherese (Budapest, n. 1953)

## Senza attività specificata(1)
- Gábor Benedek, ex pentatleta ungherese (Tiszaföldvár, n. 1927)